# فار كراي 3
فار كراي 3 (بالإنجليزية: Far Cry 3)‏ هي لعبة فيديو من نوع عالم مفتوح وتصويب من منظور الشخص الأول وأكشن-مغامرات طورت من قبل يوبي سوفت مونتريال بالتعاون مع يوبي سوفت ماسيف ويوبي سوفت ريفلكشنز ويوبي سوفت شانغهاي ويوبي سوفت ريد ستورم ونشرت بواسطة يوبي سوفت للبلاي ستيشن 33 والإكس بوكس 360 والمايكروسوفت ويندوز. أُصدرت في 29 نوفمبر، 2012 في أستراليا و30 نوفمبر، 2012 في أوروبا و 4 ديسمبر، 2012 لأمريكا الشمالية.
تقع أحداث اللعبة على أرخبيل جزر استوائية موجودة عند التقاء المحيط الهندي بالمحيط الهادي. الهدف الرئيسي من اللعبة هو إنقاذ أصدقائك المختطفين من قبل القراصنة والهروب من الجزيرة وسكانها المجانين.

## قصة
تدور قصة اللعب حول جيسون برودي الذي يقضى عطلته مع مجموعة من الأصدقاء في أحد الجزر المهجورة التي تقع بين المحيط الهندي والمحيط الأطلسي لقيام برحلة القفز بالمظلات.وفي اثناء القفز بالمظلات يتم احتلال جميع الأراضي الجزيرة من قبل القراصنة.

## شخصيات
تحتوي اللعبة على كثير من الشخصية الرئيسية ووشخصيات ثانوية وهم كتالي:
- جيسون برودي هو الشخص الذي تلعب به يصف اصدقاء جيسن بانه محب للمخاطر والمجازفات وغير مهتم بحياته وحبه للسهر والسفر.
- فاس مونتينجرو هو ثاني شخصية باللعبة وصورته بغلاف اللعبة.فاس شخص متقلب المزاج وخطير جدا وعنيف.
- ليزا سنو هي صديقة جيسن وتم أسرها من قبل فاس ويصف اصدقاء ليزا بأنها عاطفية جدا وعاقلة ولا تحب المخاطرة.
- سيترا مونتينجرو هي اخت فاس وزعيمة قبيلة محلية وتوكل جيسن بقتل أخيها فاس بسبب خلاف معه.
- دنيس روجرز هو الشخص الذي انقذ جيسن عندما سقط بالبحر يصف سكان الجزيرة دنيس بانه ناصح ومحب للخير.

## التقاييم
حصلت فار كراي 3 على أشادة عالمية من النقاد. خصوصاً على التصميم الدقيق للبيئة والشخصيات البارزة والقصة. موقع آي جي إن أعطى اللعبة 10/9.0 مشيداً بالشخصيات البارزة والمواجهات الغير متوقعة مع الأعداء وبيئة العالم المفتوح. مجلة إيج (بالإنجليزية: EGDE)‏ هي الأخرى أشادت باللعبة وأعطتها 10/8 ووصفتها «جامحة ومتفاعلة وغير متوقعة». موقع إن جي فور إيه العربي أعطى اللعبة 10/9.5 وقال عنها «Far Cry 3 لعبة لابد أن تحصل عليها حتى تكمل عقد أساطير هذا الجيل، هي واحدة من روائع العاب الجيل التي رفعت معايير الألعاب بشكل كبير حيث ستعيش تجربة غنية في الجزيرة وفي البحر وفي السماء أيضاً، قصة لا تنسى وتنفيذ رائع للأحداث والمغامرات التي ستبهرك بكثير من الأمور التي لم تتوقع حدوثها، كل هذا مغلف بغطاء رسومي رائع وبيئة منعشة وجميلة والكثير من المميزات الأخرى، لا تتراجع عن شرائها ابداً.»

## روابط خارجية
- فار كراي 3 على موقع IMDb (الإنجليزية)